# NGC 3183
NGC 3183 este o galaxie spirală situată în constelația Dragonul. A fost descoperită în 2 aprilie 1801 de către William Herschel. Se află la o distanță de 36,64 de megaparseci de Pământ.